# Antonio Maria Buhagiar
Pour les articles homonymes, voir Buhagiar.
Antonio Maria Buhagiar, OFM Cap, né Spiridion Salvatore Constantino Buhagiar ou Buhadgiar (19 novembre 1846 - 10 août 1891) est un prélat de l'Église catholique, évêque titulaire de Ruspæ (de), d'origine maltaise qui dirigea des juridictions ecclésiastiques en Tunisie et à Malte et travailla brièvement dans le service diplomatique du Saint-Siège juste avant sa mort.

## Biographie
Buhagiar est né le 19 novembre 1846 à Céphalonie, en Grèce. Sa famille, originaire de Malte, quitta cette île en 1826, mais y revint quelques années plus tard. Spridon rentre dans l'Ordre des Frères Mineurs Capucins à Malte le 20 décembre 1863 et est ordonné prêtre le 18 septembre 1869.
En 1872, il entame douze années de travail pastoral comme missionnaire à Sfax, en Tunisie. Il va y créer plusieurs écoles. Il survit au siège de Sfax en juillet 1881, lorsque la ville se révolte contre l'établissement du protectorat français en Tunisie . Il empêche les insurgés de pénétrer dans l’église, afin de protéger les Européens qui s’y étaient réfugiés. Il y organise la première procession le jour de la Fête-Dieu en 1883, et participe au rapprochement des diverses communautés. Il est apprécié pour sa connaissance du français, du grec moderne, du maltais, de l'italien et de l'arabe, mais aussi pour ses qualités pastorales.
Le 12 août 1884, sur proposition du cardinal Lavigerie,, le pape Léon XIII le nomme vicaire apostolique de Tunis et évêque titulaire de Ruspae. Il reçoit sa consécration épiscopale le 31 août 1884 des mains de Charles-Martial-Allemand Lavigerie, archevêque d'Alger. Il devient évêque auxiliaire en novembre 1884 lorsque le vicariat devient l'archidiocèse de Carthage.  Sa devise apostolique est Pax fratribus et charitas cum fide. Cependant, il reste basé à Sfax.
Le 14 avril 1885, Léon XIII le nomme administrateur apostolique de l'archidiocèse de Malte,, avec l'accord des fonctionnaires britanniques gouvernant Malte, qui amènent Buhagiar à La Valette à bord du navire de guerre britannique HMS Helicon. Là, il lance un avertissement aux catholiques contre l'adhésion à la Primrose League, une organisation conservatrice non sectaire luttant contre "l'anarchie et l'athéisme". Il écrit : « Son objet est religieux, mais comme il n'est pas né dans le giron ni approuvé par l'Église, ... il peut s'avérer dangereux pour les catholiques d'appartenir à une association dont le credo diffère essentiellement du nôtre ». Il encourage des œuvres de charité, notamment la création d'un orphelinat par Francesco Bonnici.
Buhagiar est francophone et n'est pas un partisan du régime anglais. Il occupe son poste jusqu'à la nomination de Pietro Pace, préféré par les Britanniques à Buhagiar, comme évêque de Malte le 11 février 1889 .
Le 28 novembre 1890, Léon XIII le nomme délégué apostolique en République dominicaine (en), en Haïti et au Venezuela (en),.
Buhagiar meurt de la fièvre jaune à Saint-Domingue le 10 août 1891 à l'âge de 44 ans. Il est enterré dans la cathédrale Notre-Dame-de-l'Incarnation de Saint-Domingue.